# 丸山蘭那
丸山 蘭那（まるやま らんな、1976年12月1日 - ）は、CBCテレビ (CBC) の社員。元アナウンサー。

## 来歴・人物
新潟県燕市（旧：西蒲原郡分水町）出身。桐蔭学園高等学校、慶應義塾大学卒業。元サッカー日本代表の米山篤志と元サンフレッチェ広島の盛田剛平は高校の同級生。
1999年、中部日本放送入社。同期入社は萩野朋美。
2007年7月に結婚したことをブログで公表している。
2010年10月1日付けで広報へ異動。ただし改編の都合上、10月2日の『土曜ワイド 広瀬隆のラジオでいこう!』には出演し、番組の最終回の2016年3月26日の放送ではゲストとして出演した。現在も時々イベント等の宣伝でCBCラジオの番組に出演する事がある。また、アナウンサー時代に収録した一部ラジオCMについては、部署移動後も引き続き使用されている。

## 過去の出演番組

### テレビ
- 天才クイズ
- グリルなべ八
- グッデイCBC
- ユーガッタ!CBC（中継）
- ノブナガ
- まるっと万博（2005年9月23日まで、水曜日）
- ユーガッタ!SAT
- グランパスTV
- BIKEINA TV
- イッポウ

### ラジオ
- 東三河未来くるランド（豊橋エリア限定）
- 0時半です松坂屋ですカトレヤミュージックです
- 中西直輝のきく!ラジオ
- ツー快!お昼ドキッ
- 北野誠と原武之のもしも裁判員!
- 河原龍夫のヒット! ヒット! パラダイス
- Link!!（木曜日）
- 森脇健児と原武之のもしも裁判員!
- ごごイチ
- 土曜ワイド 広瀬隆のラジオでいこう!
- お悩み解決バラエティ 北野誠と原武之の 日曜だもの（アシスタント役）